# Yany Prado
Pour les articles homonymes, voir Prado.
Yany Prado, est une actrice cubaine, née le 2 janvier 1991.

## Filmographie

### Séries télévisées
- 2010-2014 : La rosa de Guadalupe
- 2015 : Como dice el dicho
- 2017 : La doble vida de Estela Carrillo
- 2019 : La reina soy yo
- 2019 : Ringo
- 2021 : Sky Rojo : Gina